# Intentieovereenkomst
Een intentieovereenkomst is een overeenkomst waarin twee of meer partijen de intentie uitspreken om samen een bepaald doel te bereiken. Dit doel is in veel gevallen een definitieve overeenkomst, maar kan ook een minder tastbaar doel zijn.

## Doelstellingen
Een intentieovereenkomst kan verschillende doelstellingen hebben:
- De hoofdlijnen aangeven in een complexe transactie
- Fungeren als een officiële verklaring dat partijen met elkaar in onderhandeling zijn
- Het veiligstellen van de belangen van de partijen in het geval de samenwerking beëindigd wordt zonder dat het gewenste resultaat behaald is
- Duidelijk maken wat de status van de gesprekken of onderhandelingen tussen partijen is. Zo wordt voorkomen dat de indruk bestaat dat er al een overeenkomst is, hetgeen in het Nederlands recht vrij snel het geval kan zijn.

## Voorbeeld
Partijen willen samen een project gaan opzetten met de bedoeling iets te produceren. Er is nog geen marktonderzoek gedaan en het product moet nog ontwikkeld worden. In de intentieovereenkomst wordt dan afgesproken om een haalbaarheidsonderzoek uit te voeren. In deze overeenkomst staat wie welke kosten draagt en welke diensten levert en wanneer verdergegaan wordt met de volgende fase. De volgende fase kan dan een samenwerkingsovereenkomst zijn voor de ontwikkeling en verkoop van het product. 
Partijen kunnen hierbij ook afspraken maken over geheimhouding.

## Intentieverklaring
De woorden intentieverklaring en intentieovereenkomst worden vaak door elkaar gebruikt. In principe is een verklaring echter eenzijdig en dus geen overeenkomst tussen partijen. De inhoud van de verklaring is bepalend of het een verklaring of overeenkomst is. Als een document intentieverklaring genoemd wordt, maar partijen maken onderlinge afspraken in dat document dan is in juridisch opzicht sprake van een overeenkomst.